# Stocznia Szczecińska B-170
Der Containerschiffstyp B-170 (andere Schreibung auch B170 oder B 170) der Stocznia Szczecińska (Stettiner Werft) wurde bisher in einer Serie von weit über 30 Einheiten gebaut.

## Einzelheiten

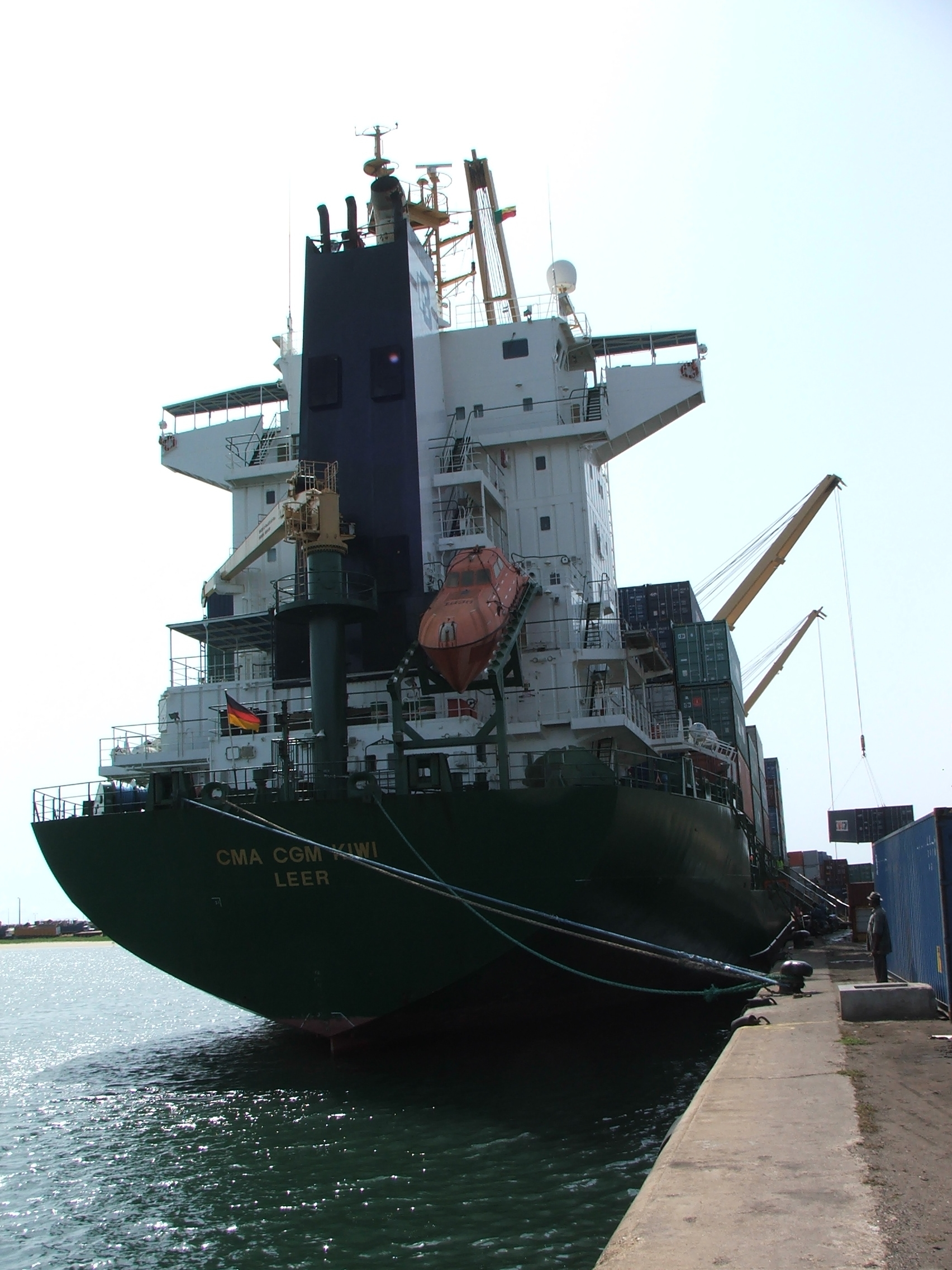
Achterschiff eines B-170-Schiffes

Die Baureihe B-170 wurde seit den 1990er Jahren bis 2008 für verschiedene deutsche und ausländische Reedereien gebaut. Der Schiffsentwurf geht in mehreren Entwicklungsschritten auf den ab Mitte der 1980er Jahre bei der Rickmers-Werft gebauten Containerschiffstyp RW 49 zurück. In den Jahren der Produktion wurde der Typ mehrfach weiterentwickelt und in Details modernisiert. Anfangs von der Werft Stocznia Szczecińska in Stettin vorgestellt, blieb der Typ nach deren Konkurs im Jahr 2002 bis 2009 im Programm der Nachfolgegesellschaft Stocznia Szczecińska Nova.
Die Schiffe sind als Mehrzweck-Trockenfrachtschiffe mit weit achterem Deckshaus ausgelegt. In der Hauptsache werden sie im Containertransport eingesetzt. Die Containerkapazität beträgt 1730 TEU, bei homogen beladenen 14-Tonnen-Containern sind es noch 1107 TEU. Die Schiffe besitzen vier mit McGregor-Pontonlukendeckeln verschlossenen Laderäume, deren Besonderheit die Möglichkeit zur Stauung von 40-Fuß-Containern über Stück- oder Schüttgutladungen ist. Die Schiffe verfügen über drei mittschiffs angeordnete Schiffskräne mit jeweils 40 Tonnen Tragkraft.
Der Antrieb der Schiffe besteht aus einem  in Sulzer-Lizenz gebauten Zweitakt-Dieselmotor des Herstellers Cegielski mit Leistungen von rund 13.200 kW. Der Motor wirkt direkt auf einen Festpropeller an und ermöglicht eine Geschwindigkeit von knapp 20 Knoten. Weiterhin stehen drei Hilfsdiesel und ein Notdiesel-Generator zur Verfügung. Die An- und Ablegemanöver werden durch ein Bugstrahlruder unterstützt.
Eine große Anzahl des Schiffstyps wurde für die Reederei Rickmers gebaut. Eingesetzt werden die Schiffe häufig auf Liniendiensten in Regionen mit schlecht ausgebauter Hafeninfrastruktur, so finden sich beispielsweise verhältnismäßig viele der Schiffe auf Afrikadiensten.